# Balaklava
Pour l’article homonyme, voir Balaklava (Australie).
Ne doit pas être confondu avec Baklava.
Balaclava ou Balaklava (en ukrainien : Балаклава, en russe : Балаклава, en tatar de Crimée : Balıqlava du turc balık signifiant poisson et yuva signifiant nid) est une ancienne ville de Crimée. Après avoir été le centre administratif du raïon de Balaklava créé en 1930, elle a aujourd'hui le statut de quartier de la ville de Sébastopol, à laquelle elle a été incorporée en 1957 par le gouvernement soviétique.

## Histoire
Balaklava changea plusieurs fois de mains au cours de l'histoire. Un premier établissement fut créé à son emplacement actuel sous le nom de Symbolon (σύμβολον) signifiant jeté ensemble par les anciens Grecs, Portus symbolorum pour les latins, pour qui c'était une importante ville commerciale. Au Moyen Âge, elle était administrée par l'Empire byzantin. Les Grecs pontiques y fondèrent le monastère Saint-Georges en 891. Ensuite, la ville devint un comptoir génois en 1365. La ville était nommée « Yamboli » par les Byzantins tandis que les Génois l'appelaient « Cembalo ». Les Génois construisirent un grand empire commercial qui s'étendait à la fois sur la Méditerranée et la mer Noire. Ils achetaient des esclaves en Europe de l'Est et les transportaient par voie maritime en Égypte en passant par la Crimée; c'était un marché lucratif, vivement disputé par les Vénitiens. On pense que c'est par un navire revenant à Gênes, depuis Balaklava (ou Caffa, selon certaines chroniques) que la peste noire arriva en Europe au milieu du XIVe siècle. Les ruines d'une forteresse génoise, bâtie au sommet d'une falaise qui domine l'entrée de la crique de Balaklava sont devenues une attraction touristique populaire et le site d'un festival médiéval. La forteresse est aussi un sujet utilisé par Mickiewicz, dans l'avant-dernier poème de son cycle Sonnets de Crimée (1825).

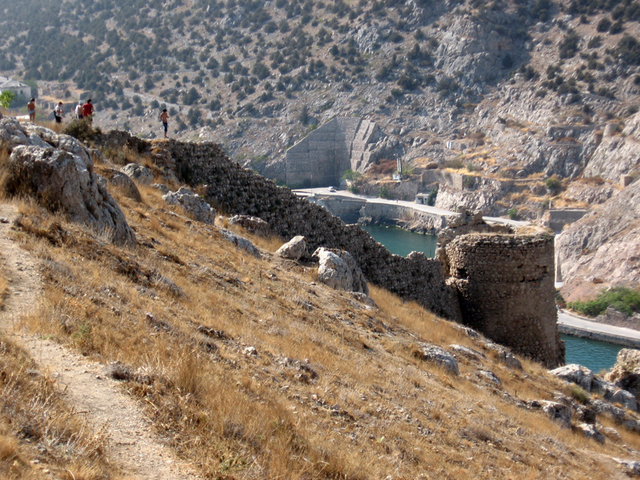
Ruines de la forteresse génoise.

En 1475, l'Empire ottoman en pleine expansion prit possession de Balaklava, la renommant Balıklava (« nid à poissons » en turc), nom qui a évolué au fil du temps jusqu'à sa forme actuelle. Au cours de la guerre russo-turque de 1768-1774, les troupes russes conquirent la Crimée en 1771. Treize ans plus tard, la Crimée fut définitivement annexée par l'Empire russe. Les Tatars de Crimée et la population turque furent ensuite remplacés par les Grecs de l'Archipel. En 1787, la ville reçut la visite de Catherine la Grande.
La ville est devenue célèbre en raison de la bataille de Balaklava qui s'y déroula le 25 octobre 1854, pendant la guerre de Crimée, et fut marquée par la charge suicidaire de la brigade légère. Cette charge de la cavalerie britannique, due à un malentendu, remonta une vallée fermement tenue sur trois côtés par les Russes ; environ 250 hommes furent tués ou blessés ainsi que plus de 400 chevaux. Elle eut pour effet de réduire des deux tiers l'une des plus belles unités de cavalerie légère du monde sans aucun objectif militaire. Le poète britannique Alfred Tennyson immortalisa cette bataille dans un poème. La balaclava, un vêtement tricoté serré qui couvrait toute la tête et le cou avec des trous pour les yeux et la bouche, tire son nom de cette bataille, dans laquelle les soldats furent les premiers à le porter.
Pendant la Seconde Guerre mondiale, Balaklava fut le point le plus méridional atteint par l’armée allemande en territoire soviétique. Comme l'ensemble de la Crimée, Balaklava fut transférée en 1954 de la Russie à l'Ukraine avant d'être annexée à la Russie en 2014 lors de la crise de Crimée. Balaklava est l’un des districts de la ville fédérale de Sébastopol.
Plus de cinquante monuments sont dédiés à la mémoire des militaires des guerres passées, notamment la guerre de Crimée, la guerre civile russe et la Seconde Guerre mondiale.

Vue panoramique de la baie de Balaklava

En 2022, le gouvernement de Sébastopol décide de transformer la baie de Balaklava en un immense port de plaisance d’une superficie de 13 000 mètres carrés et qui pourra accueillir jusqu’à 600 yachts.

## Voir aussi

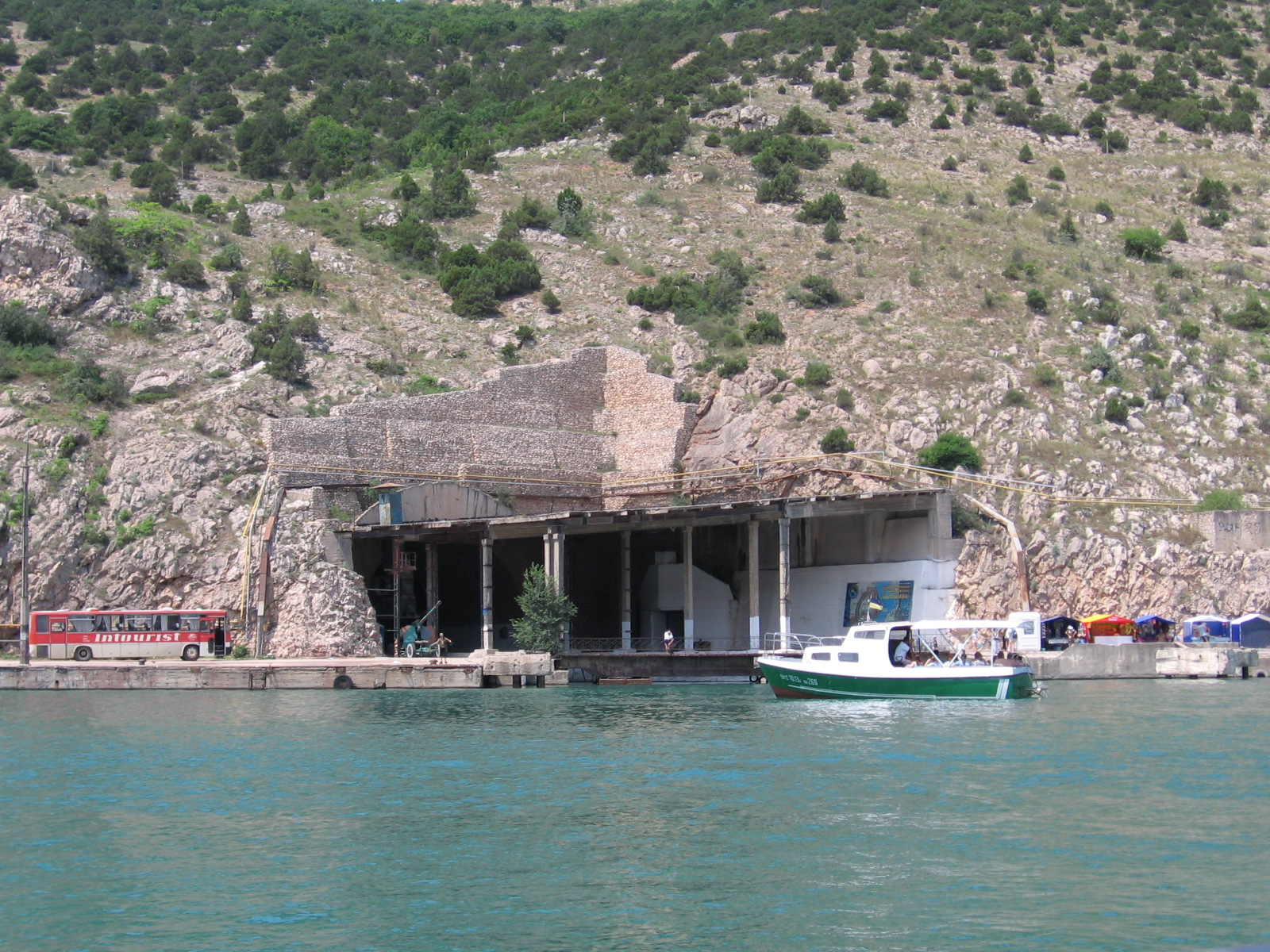
L'ancienne base sous-marine devenue musée.